# Melita Maschmann
Melita Maschmann (* 10. Januar 1918 in Berlin; † 4. Februar 2010 in Darmstadt) war während des Dritten Reiches eine hauptamtliche hohe Führerin im Bund Deutscher Mädel sowie im Osteinsatz des Reichsarbeitsdienstes für die weibliche Jugend (RADwJ). Sie hat ihre Erfahrungen dort später als Schriftstellerin in ihrem Buch „Fazit. Kein Rechtfertigungsversuch“ (zuerst erschienen 1963) verarbeitet und veröffentlicht und wurde darüber einem größeren Publikum bekannt.

## Leben
Als 15-Jährige trat Maschmann dem BDM bei. Sie verfiel der nationalsozialistischen Propaganda ganz und stieg schnell in Führungspositionen auf. Am 31. Mai 1938 beantragte Maschmann die Aufnahme in die NSDAP und wurde zum 1. September desselben Jahres aufgenommen (Mitgliedsnummer 6.097.292). Im Jahr 1941 wurde Maschmann BDM-Führerin im Warthegau und absolvierte parallel ein Volontariat beim Ostdeutschen Beobachter. Ab Frühjahr 1942 leitete sie in der Nähe von Posen ein Reichsarbeitsdienstlager für Arbeitsmaiden. Im Jahr 1943 wurde sie Presseleiterin des BDM. Ihre Eltern kamen 1944 bei einem Bombenangriff ums Leben, was bei ihr eine gewisse Entfremdung vom NS-Regime eingeleitet haben soll.
Anfang Juli 1945 wurde Maschmann zusammen mit Jutta Rüdiger in einem Versteck in Zell am See verhaftet und im Ludwigsburger Frauenlager 77 interniert. Maschmann veröffentlichte 1955 den Roman Das Wort hieß Liebe über einen Kriegsheimkehrer, der nach kurzer Ehe in Gefangenschaft geraten war. Als er nach 15 Jahren zu seiner Frau zurückkehrt, findet er heraus, dass sie neben seinem Sohn ein „schwarzes Kuckucksei“ großzieht. Sein einziger Wunsch ist, herauszufinden, wer die Mutter des Kindes wirklich ist.
Nach zwei anderen Romanen veröffentlichte sie ihr bekanntestes Werk, eine Autobiographie in der Form eines langen Briefes an eine jüdische Jugendfreundin namens Ruth, unter dem Titel Fazit: Kein Rechtfertigungsversuch. Die „Geschichte des Mitmachens“ war die erste in einer Reihe von Auseinandersetzungen mit der eigenen Vergangenheit ehemaliger BDM-Mitglieder wie zum Beispiel von Renate Finckh, Ursula Mahlendorf, Carola Stern, Eva Sternheim-Peters, Lore Walb, Margarete Hannsmann, Christa Wolf und Eva Zeller.
Im Herbst 1963 korrespondierte Maschmann über ihr Manuskript mit der Schriftstellerin Ida Friederike Görres, die das Vorwort zur Erstausgabe lieferte, und der bekannten Politikwissenschaftlerin Hannah Arendt. Kurz nach der Veröffentlichung zog sie nach Indien, wohin sie 1962 schon einmal gereist war. Sie nahm einen indischen Namen an und wurde Anhängerin von Sri Anandamayi Ma, die als „lebendige Heilige“ verehrt wurde. Dort blieb sie den Rest ihres Lebens und kehrte nur alle paar Jahre zu Familienbesuchen nach Deutschland zurück.

## Auffindung der Jugendfreundin
In ihrem Aufsatz „Kontinuitäten und Brüche: Weibliche Jugendbewegung und Bund Deutscher Mädel“, der 2007 in dem von Dagmar Reese herausgegebenen Sammelband: „Die BDM-Generation. Weibliche Jugendliche in Deutschland und Österreich im Nationalsozialismus“ im Verlag Berlin-Brandenburg veröffentlicht wurde, wies erstmals Irmgard Klönne darauf hin, dass das Mädchen Ruth, an das Maschmann ihr „Fazit“ in Briefform gerichtet hatte, deren Schulfreundin Marianne Schweitzer gewesen war, verheiratete Burkenroad, die einen jüdischen Vater hatte und deren Familie Ende der dreißiger Jahre in die Emigration gezwungen wurde. Schweitzer lebte später in Kalifornien und ist dort inzwischen verstorben. Dagmar Reese gab die Informationen über die Freundschaft zwischen Melita Maschmann und Marianne Schweitzer an Helen Epstein weiter, als diese eine neue englische Übersetzung von Maschmanns Buch „Fazit“ vorbereitete. Im Kontext dieser Veröffentlichung erschien im New Yorker ein Text von Helen Epstein über Melita Maschmann sowie die Geschichte der beiden Frauen.: Marianne Schweitzer/Burkenroad war von 1933 bis 1936 mit Maschmann befreundet, obwohl Maschmanns wachsender politischer Fanatismus die jungen Frauen zunehmend voneinander entfremdete. 1937 wurde Maschmann in ein Internat geschickt, entweder um sich besser aufs Abitur vorzubereiten (wie der Lehrer Schweitzer erklärte), oder um ihre NS-Aktivitäten einzugrenzen, wie Maschmann selbst schrieb. Als Maschmann 1938 nach Berlin zurückkehrte, beobachtete sie die Familie Schweitzer für die Gestapo, die Verdacht auf Widerstandstätigkeit hatte. In der Tat wurden die Mutter und Schwester verhaftet, und Marianne floh mit ihrem Vater nach den Novemberpogromen 1939 nach England. 
Nach ihrer Entlassung 1948 suchte sie wieder Kontakt zu ihrer  Jugendfreundin, die aber erst viele Jahre später auf die Kontaktversuche antwortete. Als Schweitzer 1963 auf Einladung des Goethe-Instituts nach Deutschland eingeladen wurde, überredete Maschmann sie, sich mit ihr zu treffen. Maschmann legte ihr das Manuskript von Fazit vor, und es folgte ein für Schweitzer verwirrendes Gespräch. Danach brach sie den Kontakt wieder ab, obwohl Maschmann ihr weiterhin aus Indien schrieb.

## Rezeption vonFazit
Maschmanns Autobiographie wurde bis 1987 achtmal wiederaufgelegt, 1979 mit einem neuen Nachwort von Helga Grebing. Sie wurde auch in mehrere Sprachen übersetzt:
- Ma Jeunesse au service du nazisme (Paris: Plon, 1964).
- Account rendered: A dossier on my former self (New York: Abelard-Schuman, 1964).
- Saldo: Geen poging tot rechtvaardiging (Antwerpen: De Goudvink, 1965).
- Bilans (Kraków: Mireki, 2005).

Die Autobiographie wurde öfter von Historikern als Quelle benutzt, z. B. von Irmgard Klönne, Daniel Goldhagen und Claudia Koonz. Tamara Ramsay hat ein Manuskript über Maschmann und ihr Buch geschrieben, das jedoch unveröffentlicht blieb. Die Autobiographie wurde auch häufig in der wissenschaftlichen Literatur analysiert, z. B.:
- Saul Robinsohn: On National-Socialist Education, in: Comparative Education, Bd. 2, Nr. 3 (1966): 225–232
- Virginie Schneider: Der Nationalsozialismus in der Autobiographie: Melita Maschmann: Fazit. Kein Rechtfertigungsversuch. Mein Weg in der Hitlerjugend Strasbourg, 1993, OCLC 493606424 (Dissertation (Mém. maitr.) Université de Strasbourg 2, Etudes allemandes, 1993, 114 Seiten).
- Caroline Schaumann: Women Revisit the „Third Reich“: Autobiographical Writings by Melita Maschmann, Christa Wolf, and Eva Zeller, in: Glossen: Eine Internationale Zweisprachige Publikation zu Literatur, Film, und Kunst in den Deutschsprachigen Ländern nach 1945, Band 6 (1999).
- Holly Andrea Liu: Re-writing the National Socialist Past: Melita Maschmann & The Anatomy of Denial, San Francisco 2005, OCLC 64548889 (Dissertation San Francisco State University, 2005, 157 Seiten).
- Joanne Sayner: „Man muss die bunten Blüten abreissen“: Melita Maschmann’s Autobiographical Memories of Nazism, in: Forum for Modern Language Studies, Band 41, Nr. 2 (2005): 213–225.
- Joanne Sayner: Women without a past? German autobiographical writings and fascism, Rodopi, Amsterdam / New York 2007, ISBN 978-90-420-2228-7.
- Lynda Maureen Willett: Women under National Socialism: The Case Study of Melita Maschmann (= ScholarWorks at UMass) University of Massachusetts Boston 2012, OCLC 843913960 ((M.A.) Master of Arts Thesis University of Massachusetts Boston August 2012, 88 Seiten online PDF, kostenfrei, 95 Seiten, 487 kB).
- Florian Huber: Kind, versprich mir, dass du dich erschießt. Der Untergang der kleinen Leute 1945. Berlin-Verlag, Berlin 2015, ISBN 978-3-8270-1247-0.
- Helen Epstein: I was a nazi and here's why. In: The New Yorker, 29. Mai 2013.

## Publikationen
- 1940: Mädel dich rufen die Sommerlager des BDM-Obergaues Wartheland. BDM-Obergau Wartheland, Posen, Kurfürstenring 2/3 (6 Seiten), DNB 574956484.
- 1955: Das Wort hieß Liebe, Roman, Salzer, Heilbronn, DNB 453240909.
- 1960: Der Dreizehnte, Roman, DVA, Stuttgart, DNB 453240844; List Taschenbuch 282, München 1965, DNB 453240887.
- 1961: Die Aschenspur, Roman, DVA, Stuttgart, DNB 453240836.
- 1963: Fazit, mein Weg in der Hitler-Jugend. Kein Rechtfertigungsversuch, Autobiographie. Mit einem Vorwort von Ida Friederike Görres. DVA, Stuttgart 1964, 1967, 1971; als Taschenbuch mit Nachwort von Helga Grebing: dtv 1427, München 1979, 1980, 1981, 1987, ISBN 3-423-01427-X.
- 1967: Der Tiger singt Kirtana: Indienfahrt mit einer Hinduheiligen. O.W. Barth, Weilheim, DNB 457521813, überarbeitete Neuausgabe: Eine ganz gewöhnliche Heilige: Die große Seele der Ānandamayī Mā: Indienfahrt mit der bedeutendsten Hindu-Heiligen der Neuzeit. Barth, Bern / München / Wien 1990, ISBN 3-502-67448-5; als Taschenbuch: Droemer Knaur 86015, München 1992, ISBN 3-426-86015-5.
- 1971: Indiras Schwestern: Ein Report über Frauen in Indien, Neske, Pfullingen, ISBN 3-7885-0011-5.